# 100-as busz (Budapest)
A budapesti 100-as jelzésű autóbusz az Örs vezér tere és az Expo tér között közlekedett. A vonalat a Budapesti Közlekedési Zrt. üzemeltette. A járműveket a Cinkotai autóbuszgarázs állította ki.
A járat körforgalomban közlekedett. A vásárközpont területén tartandó kiállítások vagy rendezvények esetén a járat a meghirdetett menetrenden felül sűrűbben és a kiállítás teljes nyitvatartásához igazodva közlekedett.

## Története
1973. május 4-étől V jelzéssel jártak buszok időszakos jelleggel az Örs vezér tere és a Budapesti Nemzetközi Vásár között körforgalomban. 1974. május 6-ától 100-as jelzéssel közlekedett.
2000. szeptember 2-ától Expo-járat néven közlekedett tovább, majd 2008. augusztus 21-én ismét a 100-as jelzést kapta.
2015. szeptember 23-ától 27-éig 100E jelzéssel tehermentesítő gyorsjárat közlekedett a Puskás Ferenc Stadion és az Expo tér között. Az autóbusz csak a két végállomásán állt meg.
2015. október 12-étől 15-éig 100K jelzéssel gyorsjárat közlekedett a Deák Ferenc tér és a Hungexpo III. kapu között.
2017. július 3-ától a 100-as busz 10-es jelzéssel közlekedik, változatlan útvonalon.

## Útvonala
| Örs vezér tere → Expo tér → Örs vezér tere (körforgalom)                                                                                |
| --- |
| Örs vezér tere M+H vá. – Fehér út – Albertirsai köz – Albertirsai út – Expo tér – Albertirsai út – Kerepesi út – Örs vezér tere M+H vá. |

## Megállóhelyei
| 0  | Örs vezér tere M+H végállomás | |
| 1  | Albertirsai köz               | |
| 2  | Kőbánya felső vasútállomás    | 37, 37A S60 , G60 , Z60 , S80 |
| 3  | IV. kapu                      | |
| 3  | III. kapu                     | |
| 4  | II. kapu                      | |
| 5  | Vásárközpont, főbejárat       | |
| 5  | Expo tér                      | |
| 7  | Kerepesi út                   | 130 80, 80A |
| 8  | Pillangó utca M               | |
| 10 | Örs vezér tere M+H            | 31, 32, 44, 45, 67, 131, 144, 174, 176E, 231, 244, 276E 80, 81, 82 3, 62, 62A 1002 484, 485, 486, 490, 505, 510, 2104, 2105, 2107, 2110 1040, 1049, 1070, 1075, 1077, 1078 |
| 11 | Örs vezér tere M+H végállomás | 32, 67, 85, 85E, 97E, 161, 161A, 168E, 169E, 176E, 276E, 277 3, 62, 62A |

## Képgaléria

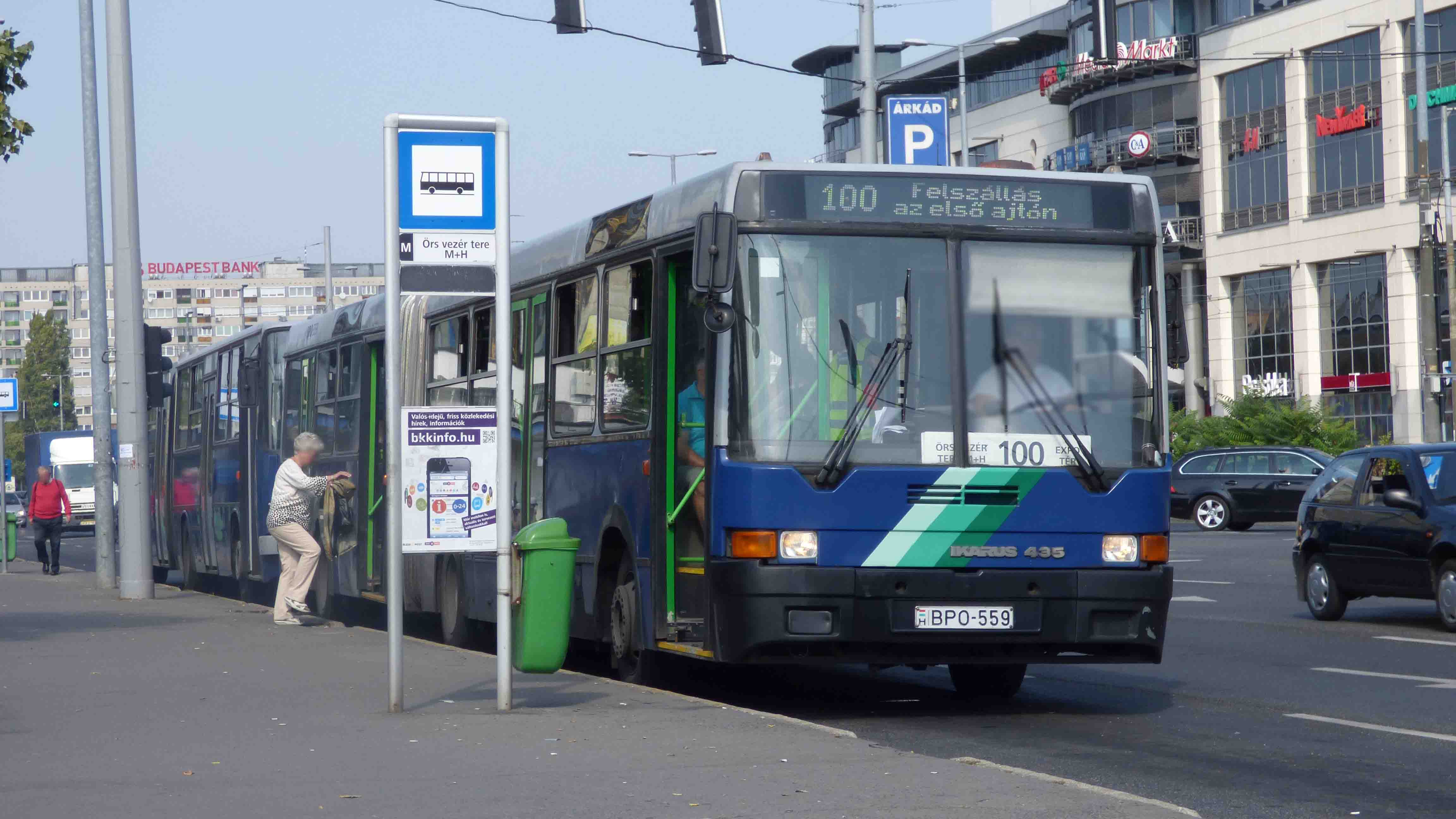
Rendezvények idején
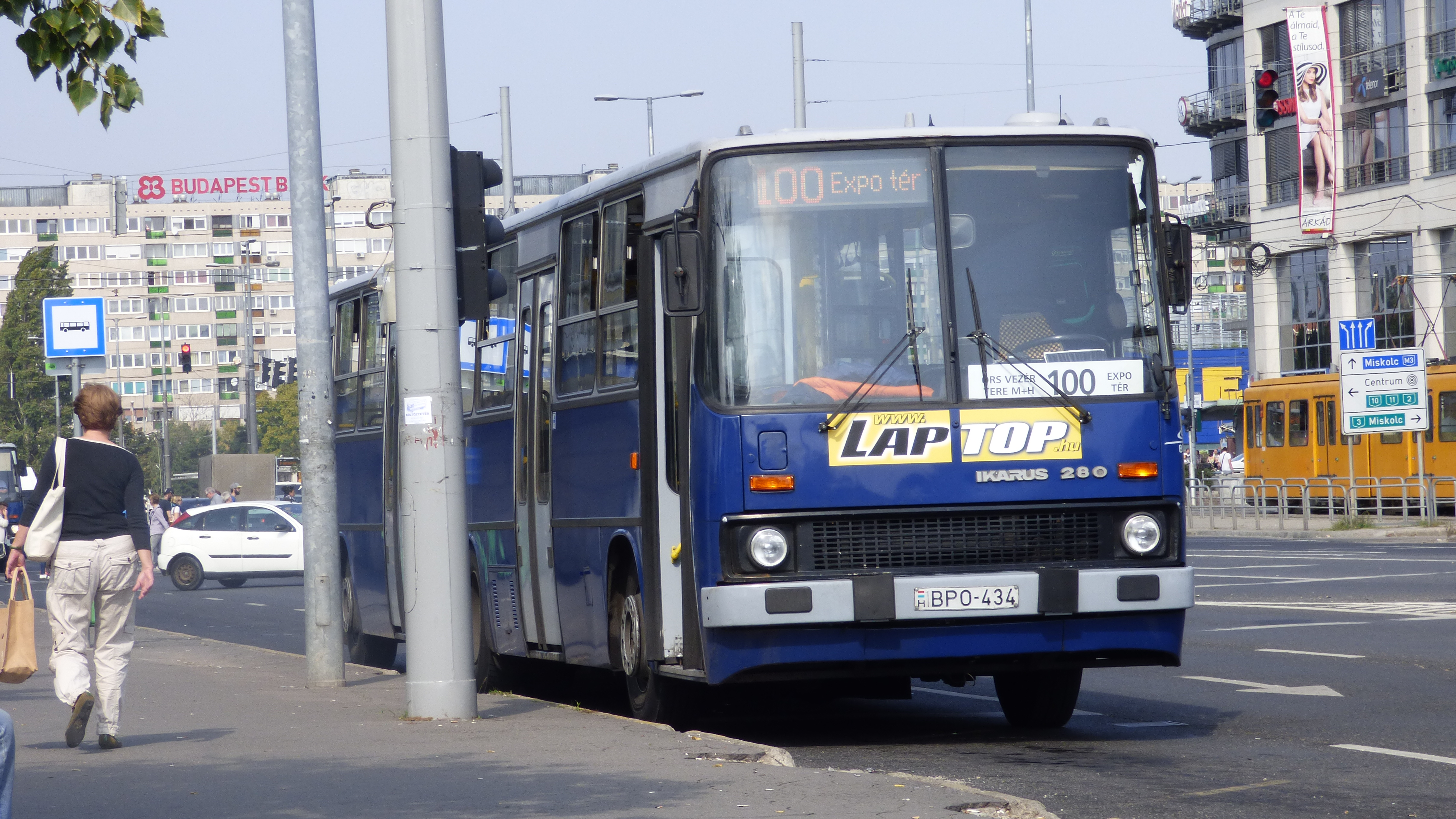
csuklós buszok jártak.